# Neoconservadurismo

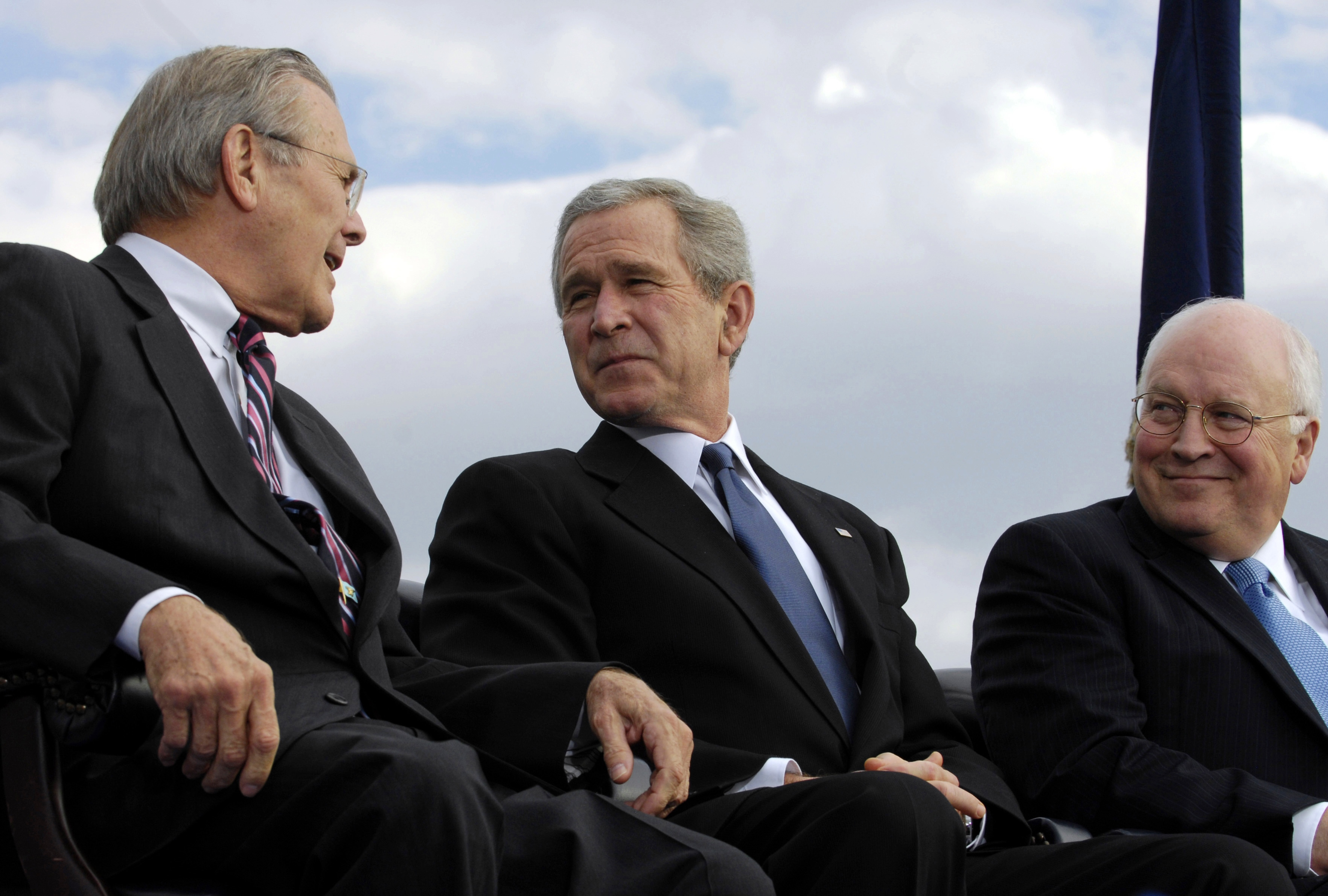
George W. Bush (centro), Dick Cheney (derecha) y Donald Rumsfeld (izquierda) fueron considerados figuras centrales de la Guerra contra el Terrorismo tras los ataques del 11 de septiembre. En sus administraciones, el neoconservadurismo alcanzó una influencia importante en la política exterior estadounidense.

El neoconservadurismo es un movimiento político que nace en los Estados Unidos durante la década de 1960 como reacción a la política exterior del Partido Demócrata de los Estados Unidos, la creciente Nueva Izquierda y la contracultura, en particular durante las protestas de Vietnam.
Históricamente hablando, el término "neoconservador" se refiere a aquellos que hicieron el viaje ideológico desde la izquierda antiestalinista hasta el campo del conservadurismo estadounidense durante las décadas de 1960 y 1970. El movimiento tuvo sus raíces intelectuales en la revista Commentary, editada por Norman Podhoretz.
El paleoconservadurismo se diferencia del neoconservadurismo porque se opone al libre comercio y ven a los neoconservadores como imperialistas. Los paleoconservadores apoyan las restricciones a la inmigración, los aranceles comerciales y el proteccionismo, el nacionalismo económico, la descentralización, el aislacionismo y el retorno a los valores conservadores tradicionales. El historiador George Hawley afirma que, aunque influenciado por el paleoconservadurismo, Donald Trump no es un paleoconservador, sino un nacionalista y populista de derecha. 
Los neoconservadores suelen abogar por la promoción de la democracia y el intervencionismo en la política internacional, incluida la paz a través de la fuerza (por medio de la fuerza militar), y son conocidos por defender el desdén por el comunismo y el radicalismo político. Muchos de sus seguidores se hicieron políticamente famosos durante las administraciones presidenciales republicanas de las décadas de 1970, 1980, 1990 y 2000, cuando los neoconservadores alcanzaron su influencia durante la administración de George W. Bush, cuando jugaron un papel importante en la promoción y planificación de la Invasión de Irak en 2003. 
Los neoconservadores prominentes en la administración de George W. Bush incluyeron a Paul Wolfowitz, Elliott Abrams, Richard Perlé y Paul Bremer. Aunque no se identificaron como neoconservadores, los altos funcionarios Vicepresidente Dick Cheney y el Secretario de Defensa Donald Rumsfeld escucharon atentamente a los asesores neoconservadores con respecto a la política exterior, especialmente la defensa de Israel y la promoción de la influencia estadounidense en Medio Oriente.

## Terminología
El término neoconservador fue popularizado en los Estados Unidos durante 1973 por el líder socialista Michael Harrington, quien usó el término para definir a Daniel Bell, Daniel Patrick Moynihan e Irving Kristol, cuyas ideologías diferían de las de Harrington. 
La etiqueta neoconservadora fue utilizada por Irving Kristol en su artículo de 1979 "Confesiones de un 'neoconservador' verdadero y confeso". Sus ideas han sido influyentes desde la década de 1950, cuando cofundó y editó la revista Encounter. 
Otra fuente fue Norman Podhoretz, editor de la revista Commentary, de 1960 a 1995. En 1982, Podhoretz se autodenominaba neoconservador en el artículo de The New York Times Magazine titulado "La angustia neoconservadora por la política exterior de Reagan". 
A fines de la década de 1970 y principios de la de 1980, los neoconservadores consideraban que el liberalismo había fracasado y "ya no sabían de qué estaba hablando", según EJ Dionne.
Seymour Lipset afirma que el término neoconservador fue utilizado originalmente por los socialistas para criticar la política de la asociación Socialdemócratas de EE . UU. Jonah Goldberg argumenta que el término es una crítica ideológica contra los defensores del liberalismo estadounidense moderno que se habían vuelto un poco más conservadores (tanto Lipset como Goldberg se describen con frecuencia como neoconservadores). En un estudio del tamaño de un libro para Harvard University Press, el historiador Justin Vaisse escribe que Lipset y Goldberg están equivocados, ya que el socialista Michael Harrington utilizó "neoconservador" para describir a tres hombres, mencionados anteriormente, que no estaban en SDUSA, y el neoconservadurismo es un movimiento político definible.  
El término "neoconservador" fue objeto de una mayor cobertura mediática durante la presidencia de George W. Bush, con especial énfasis en una influencia neoconservadora percibida en la política exterior estadounidense, como parte de la Doctrina Bush. 

## Características
Aunque es usado ocasionalmente en la actualidad, sigue describiendo una de las posibles posiciones en el terreno político y su descripción contiene los siguientes elementos fundamentales:
- Promueve conceptos de libertad, individualismo y autonomía individual con el individuo colocado en primer lugar; oponiéndose así al progresista y al socialista, que en cambio promueven políticas intervencionistas y de estado de bienestar.[7] [8]
- Existen tendencias religiosas marcadas, generalmente cristianas y occidentales, que forman una base moral que influye en toda su mentalidad. [7] [8]
- Aboga por políticas económicas de libre comercio, desregulación y reducción de impuestos mediante una reducción en el gasto del gobierno general. Los neoconservadores consideran que, tanto la reducción del déficit y la deuda nacional, como equilibrar el presupuesto federal, es de vital importancia.[9]
- Defienden la promoción unilateral de la democracia y el  intervencionismo en los asuntos internacionales, basados en una filosofía militarista y realista de "paz a través de la fuerza".[7] [8]
- Ferviente oposición al comunismo o a medidas colectivistas en la sociedad. [7] [8]

Según el diccionario de Cambridge, un neoconservador es alguien cuya política es “conservadora” o “de derecha”, que cree firmemente en el libre mercado y piensa que su país debería usar su poder militar para involucrarse o tratar de controlar los problemas en otros países. De igual forma lo define el diccionario de la lengua española como una «ideología de tendencia conservadora, surgida en Estados Unidos en la década de 1980, que propugna el capitalismo de libre mercado y una política exterior intervencionista».
El neoconservadurismo ha operado en diversos contextos. Esto incluye los gobiernos de Ronald Reagan y Margaret Thatcher, la guerra contra el terrorismo con George W. Bush y think tanks como el Proyecto para el Nuevo Siglo Americano. Difunde el individualismo, el libre mercado y la defensa de la democracia capitalista a toda costa. 
El neoconservadurismo se asocia a menudo con el neoliberalismo, que apoya la libertad económica y el capitalismo de libre mercado. Fue adoptado por la primera ministra británica Margaret Thatcher y el presidente estadounidense Ronald Reagan. Reagan y Thatcher mantuvieron una sólida relación a lo largo de sus mandatos, apoyada en sus valores políticos neoconservadores y neoliberales compartidos. Ambos, a su vez, contribuyeron a extender el impacto de esas ideologías a escala internacional. Aunque aparentemente en conflicto (ya que uno se centra en el orden y el otro en la libertad), el liberalismo económico y el conservadurismo moral convergieron en este periodo para formar el paradigma dominante del pensamiento político de derecha. 
El neoconservadurismo surgió en la década de 1970 como reacción a las ideas de la izquierda radical y a la contracultura de la década de 1960. En particular, criticaba el permisivismo o la libertad moral. Representa una serie de objetivos de política interior y exterior. En el ámbito nacional, refuerza los valores morales conservadores, como la familia y la identidad nacional. Internacionalmente, se centra en difundir los principios occidentales de democracia y liberalismo. 
El neoconservadurismo no solo fue una respuesta a las revueltas globales de 1968. De hecho, en aquel momento, ya llevaba algunos años conformándose. Pero sí fue una reacción a la inmensa transformación cultural que tuvo lugar en la década de los sesenta, de la que el 68 fue una especie de síntesis y explosión. Aquellos acontecimientos estuvieron dominados por una forma nueva de izquierdismo, cuya influencia sería muy relevante en las décadas siguientes. 

## Críticas actuales
Justin Vaïsse, un experto francés en política estadounidense que es investigador superior en el Instituto Brookings, escribe como historiador de un movimiento más que como defensor de su propia doctrina, pero rechaza la actual línea neoconservadora en política exterior, como cualquier persona “decente” lo haría. “Un último problema inherente a la visión neoconservadora y la doctrina Bush [fue]… el dogmatismo democrático, otra consecuencia más de la pereza intelectual…No solamente resultó que la democracia no era una varita mágica, sino que implementarla no fue tan simple como ciertos neoconservadores…decían a veces.” 
En sincronia, el análisis de Cooper viene a incidir en la misma línea argumental al señalar, textualmente, lo siguiente: "Solo volviendo a la era de Nixon-Kissinger se puede comenzar a apreciar cómo las ideas incrustadas en las críticas neoconservadoras de la distensión sentaron las bases para los argumentos formulados por los unipolaristas neoconservadores en la década de 1990".
Vaïsse menciona que esta imprudente indiferencia a la realidad no siempre ha caracterizado al neoconservadurismo. Al contrario, el movimiento comenzó en 1960 con contundentes críticas a algunos de los programas domésticos de la presidencia de Johnson. Las grandiosas metas de los proponentes de la Gran Sociedad no pudieron ser realizadas, según Daniel Bell, Nathan Glazer, Daniel Moynihan, y otros antiguos neoconservadores. (Es abrumador darse cuenta de que Bell y Glazer han estado escribiendo desde 1940.). En The Public Interest, un diario fundado por Bell e Irving Kristol, los críticos a los argumentos convencionales sobre el estado de bienestar declararon que “la ley de consecuencias no intencionadas” impone severos límites a la eficacia de la acción política. “Por ejemplo, el control de los precios de los alquileres, pese a ser bien intencionado, provoca un déficit habitacional (debido a que los propietarios de inmuebles no tienen incentivos para invertir) el enfoque global de The Public Interest se convirtió en ‘los límites de la política social’.”
La autoridad neoconservadora en la política exterior estadounidense no ha tenido una reacción entusiasta. Su fracaso a la hora de llevar la paz y la democracia a Irak, por ejemplo, se ha traducido ahora en una desprendimiento de críticas también en el ámbito interno, procedentes incluso de la propia clase política. La defección de más alto nivel ha sido la de Francis Fukuyama, autor de El fin de la historia y el último hombre (1992), el himno al triunfo del capitalismo que se convirtió en un texto canónico neoconservador de los años noventa, articulando la transición de la administración Clinton a la de George W. Bush. En su nuevo libro, After the Neocons, Fukuyama señala que los principios neoconservadores fundamentales fueron sistemáticamente violados a la hora de esgrimir argumentos favorables a la guerra en Irak y, yendo más allá, que el intento más amplio de combatir el terrorismo se encuentra mal servido no solo por la guerra, sino también por el proyecto neoconservador de reforma democrática en Oriente Medio. Como conclusión, ofrece un sustituto para la política exterior neoconservadora, algo que él mismo califica de «wilsonianismo realista».Los comentaristas y críticos liberales han observado en Estados Unidos con una mezcla de justicia y alborozo el largamente esperado derrumbamiento conservador sobre la base ideológica de la política exterior de la Administración Bush.
El siguiente argumento de Fukuyama es que, aunque el neoconservadurismo tiene que ver con la «seguridad» en el sentido de preservar a Estados Unidos, tanto su poder como sus ideales, no tiene que ver únicamente con el poder, o con el mantenimiento de una estabilidad realista de Estado a Estado. Se trata más bien de una creencia en el poder de las ideas, los ideales y la ideología como condiciones necesarias de la victoria en la Guerra Fría, de comprender que Juan Pablo II fue tan necesario para la victoria sobre el comunismo como lo fueron las tropas de la OTAN. Finalmente, dice, el neoconservadurismo afirma que los asuntos internos de los Estados –su vinculación con la democracia, los derechos humanos y los valores liberales– constituyen indicadores globales de una conducta estatal externa; elementos, por imprecisos que sean, para pronosticar sus tendencias hacia la guerra y la paz.
Y el neoconservadurismo agrupa simultáneamente una creencia en la validez y el atractivo universal de ideales estadounidenses fundamentales y una creencia igualmente firme en la excepcionalidad estadounidense. Los neocons van también un paso más allá, introduciéndose en el reino de los ideales, y defienden que la soberanía democrática, y la soberanía democrática de Estados Unidos en particular, es también un ideal, que cuenta con su propia legitimidad moral, y que en la medida en que las instituciones internacionales busquen debilitar esa democracia soberana, están cometiendo un error de principio